# Adelomyrmex myops
Adelomyrmex myops é uma espécie de formiga do gênero Adelomyrmex, pertencente à subfamília Myrmicinae.